# Ligue des champions masculine de l'EHF 2001-2002
Navigation
Ligue des champions 2000-2001 Ligue des champions 2002-2003
La saison 2001-2002 de la Ligue des Champions de l'EHF met aux prises 32 équipes européennes. Il s’agit de la 42e édition de la Ligue des champions masculine de l'EHF, anciennement Coupe d'Europe des clubs champions, organisée par l’EHF. 
Cette édition a vu le SC Magdebourg remporter son troisième titre aux dépens du Fotex Veszprém KSE et succède ainsi au Portland San Antonio.

## Formule
Les 32 équipes qualifiées sont reparties en fonction du classement de leur pays réalisé à partir des performances des années précédentes :
- 16 équipes participent au premier tour de qualification disputé sous la forme de matchs en aller et retour.
- 8 équipes, directement qualifiées, et les 8 équipes qualifiées du premier tour participent au deuxième tour de qualification, disputé également sous la forme de matchs en aller et retour.
- 8 équipes, directement qualifiées, et les 8 équipes qualifiées du deuxième tour participent à la phase de groupes. Les 16 équipes sont réparties dans quatre groupes de quatre équipes où elles disputent un championnat à six journées. Les deux premiers de chaque groupe sont qualifiés pour les quarts de finale et les deux derniers sont éliminés.

La compétition se déroule ensuite sous la forme de matchs en aller et retour jusqu'en finale.

## Participants
La liste des engagés, par tour d’entrée dans la compétition, est :
| Phase de groupes | Phase de groupes | Phase de groupes | Phase de groupes | Phase de groupes | Phase de groupes | Phase de groupes | Phase de groupes |
| --- | --- | --- | --- | --- | --- | --- | --- |
| - Portland San Antonio : tenant du titre - SC Magdebourg : champion d'Allemagne - RK Metković : Vice-champion de Croatie - CB Ademar León : champion d'Espagne | - Portland San Antonio : tenant du titre - SC Magdebourg : champion d'Allemagne - RK Metković : Vice-champion de Croatie - CB Ademar León : champion d'Espagne | - Portland San Antonio : tenant du titre - SC Magdebourg : champion d'Allemagne - RK Metković : Vice-champion de Croatie - CB Ademar León : champion d'Espagne | - Portland San Antonio : tenant du titre - SC Magdebourg : champion d'Allemagne - RK Metković : Vice-champion de Croatie - CB Ademar León : champion d'Espagne | - Fotex Veszprém KSE : champion de Hongrie - IL Runar Sandefjord : champion de Norvège - RK Lovćen Cetinje : champion de RF Yougoslavie - RK Celje : champion de Slovénie | - Fotex Veszprém KSE : champion de Hongrie - IL Runar Sandefjord : champion de Norvège - RK Lovćen Cetinje : champion de RF Yougoslavie - RK Celje : champion de Slovénie | - Fotex Veszprém KSE : champion de Hongrie - IL Runar Sandefjord : champion de Norvège - RK Lovćen Cetinje : champion de RF Yougoslavie - RK Celje : champion de Slovénie | - Fotex Veszprém KSE : champion de Hongrie - IL Runar Sandefjord : champion de Norvège - RK Lovćen Cetinje : champion de RF Yougoslavie - RK Celje : champion de Slovénie |
| Deuxième tour préliminaire | | | | | | | |
| - Kolding IF Håndbold : champion du Danemark - Stade olympique de Chambéry : champion de France - Pallamano Trieste : champion d'Italie - Sporting Portugal : champion du Portugal | - Kolding IF Håndbold : champion du Danemark - Stade olympique de Chambéry : champion de France - Pallamano Trieste : champion d'Italie - Sporting Portugal : champion du Portugal | - Kolding IF Håndbold : champion du Danemark - Stade olympique de Chambéry : champion de France - Pallamano Trieste : champion d'Italie - Sporting Portugal : champion du Portugal | - Kolding IF Håndbold : champion du Danemark - Stade olympique de Chambéry : champion de France - Pallamano Trieste : champion d'Italie - Sporting Portugal : champion du Portugal | - Vardar Skopje : champion de Macédoine - CSKA Moscou : champion de Russie - Redbergslids IK : champion de Suède - TSV St. Otmar Saint-Gall : champion de Suisse | - Vardar Skopje : champion de Macédoine - CSKA Moscou : champion de Russie - Redbergslids IK : champion de Suède - TSV St. Otmar Saint-Gall : champion de Suisse | - Vardar Skopje : champion de Macédoine - CSKA Moscou : champion de Russie - Redbergslids IK : champion de Suède - TSV St. Otmar Saint-Gall : champion de Suisse | - Vardar Skopje : champion de Macédoine - CSKA Moscou : champion de Russie - Redbergslids IK : champion de Suède - TSV St. Otmar Saint-Gall : champion de Suisse |
| Premier tour préliminaire | | | | | | | |
| - A1 Bregenz : champion d'Autriche - HC Eynatten : champion de Belgique - SKA Minsk : champion de Biélorussie - RK Gračanica : champion de Bosnie-Herzégovine - HK Lokomotiv Varna : champion de Suède - AC Doukas : champion de Grèce - Hapoël Rishon LeZion : champion d'Israël - Granitas Kaunas : champion de Lituanie | - A1 Bregenz : champion d'Autriche - HC Eynatten : champion de Belgique - SKA Minsk : champion de Biélorussie - RK Gračanica : champion de Bosnie-Herzégovine - HK Lokomotiv Varna : champion de Suède - AC Doukas : champion de Grèce - Hapoël Rishon LeZion : champion d'Israël - Granitas Kaunas : champion de Lituanie | - A1 Bregenz : champion d'Autriche - HC Eynatten : champion de Belgique - SKA Minsk : champion de Biélorussie - RK Gračanica : champion de Bosnie-Herzégovine - HK Lokomotiv Varna : champion de Suède - AC Doukas : champion de Grèce - Hapoël Rishon LeZion : champion d'Israël - Granitas Kaunas : champion de Lituanie | - A1 Bregenz : champion d'Autriche - HC Eynatten : champion de Belgique - SKA Minsk : champion de Biélorussie - RK Gračanica : champion de Bosnie-Herzégovine - HK Lokomotiv Varna : champion de Suède - AC Doukas : champion de Grèce - Hapoël Rishon LeZion : champion d'Israël - Granitas Kaunas : champion de Lituanie | - HC Berchem : champion du Luxembourg - HV Aalsmeer : championnat des Pays-Bas - Wybrzeże Gdańsk : champion de Pologne - Steaua Bucarest : championnat de Roumanie - ŠKP Sečovce : championnat de Slovaquie - HC Banik Karviná : champion de République tchèque - ASKİ SK : championnat de Turquie - ZTR Zaporijjia : champion d'Ukraine | - HC Berchem : champion du Luxembourg - HV Aalsmeer : championnat des Pays-Bas - Wybrzeże Gdańsk : champion de Pologne - Steaua Bucarest : championnat de Roumanie - ŠKP Sečovce : championnat de Slovaquie - HC Banik Karviná : champion de République tchèque - ASKİ SK : championnat de Turquie - ZTR Zaporijjia : champion d'Ukraine | - HC Berchem : champion du Luxembourg - HV Aalsmeer : championnat des Pays-Bas - Wybrzeże Gdańsk : champion de Pologne - Steaua Bucarest : championnat de Roumanie - ŠKP Sečovce : championnat de Slovaquie - HC Banik Karviná : champion de République tchèque - ASKİ SK : championnat de Turquie - ZTR Zaporijjia : champion d'Ukraine | - HC Berchem : champion du Luxembourg - HV Aalsmeer : championnat des Pays-Bas - Wybrzeże Gdańsk : champion de Pologne - Steaua Bucarest : championnat de Roumanie - ŠKP Sečovce : championnat de Slovaquie - HC Banik Karviná : champion de République tchèque - ASKİ SK : championnat de Turquie - ZTR Zaporijjia : champion d'Ukraine |

## Phase de qualification

### Premier tour de qualification
Les vainqueurs sont qualifiés pour le deuxième tour de la ligue des champions, les vaincus sont reversés pour le deuxième tour de la coupe de l'EHF.
| Équipe               | Aller   | Total   | Retour  | Équipe             |
| -------------------- | ------- | ------- | ------- | ------------------ |
| AC Doukas            | 25 – 27 | 53 – 56 | 28 – 29 | ASKİ SK            |
| ŠKP Sečovce          | 28 – 22 | 50 – 47 | 22 – 25 | A1 Bregenz         |
| HV Aalsmeer          | 34 – 24 | 61 – 47 | 27 – 23 | HK Lokomotiv Varna |
| ZTR Zaporijia        | 32 – 20 | 64 – 37 | 32 – 17 | RK Gračanica       |
| Wybrzeże Gdańsk      | 32 – 20 | 57 - 41 | 24 – 21 | HC Berchem         |
| HC Baník Karviná     | 32 – 20 | 55 – 40 | 23 – 20 | HC Granitas Kaunas |
| Hapoël Rishon LeZion | 33 – 19 | 59 – 39 | 26 – 20 | HC Eynatten        |
| SKA Minsk            | 23 – 25 | 50 – 56 | 27 – 31 | Steaua Bucarest    |

### Deuxième tour de qualification
| Équipe               | Aller   | Total   | Retour  | Équipe               |
| -------------------- | ------- | ------- | ------- | -------------------- |
| ZTR Zaporijia        | 23 – 25 | 50 – 58 | 27 – 33 | Kolding IF Håndbold  |
| Hapoël Rishon LeZion | 26 – 18 | 48 – 45 | 22 – 27 | Pallamano Trieste    |
| Steaua Bucarest      | 24 – 33 | 49 – 58 | 25 – 25 | Sporting Portugal    |
| Wybrzeże Gdańsk      | 15 – 25 | 35 – 54 | 20 – 29 | CSKA Moscou          |
| HC Baník Karviná     | 38 – 27 | 74 – 52 | 36 – 25 | TSV St-Otmar St-Gall |
| ŠKP Sečovce          | 19 – 26 | 40 – 53 | 21 – 27 | SO Chambéry          |
| HV Aalsmeer          | 24 – 31 | 53 – 61 | 29 – 30 | Redbergslids IK      |
| Vardar Skopje        | 37 – 31 | 64 – 59 | 27 – 28 | ASKİ SK              |

## Phase de groupes
| Légende pour le classement - Qualification pour les quarts de finale - Éliminé | Légende pour les scores - Équipe à domicile victorieuse - Match nul - Équipe à l'extérieur victorieuse |

### Groupe A
|   | Équipe               | Pts | J | G | N | P | Bp  | Bc  | Diff |  | Résultats (dom.\ext.) |       |       |       |       |
| - | -------------------- | --- | - | - | - | - | --- | --- | ---- |  | --------------------- | ----- | ----- | ----- | ----- |
| 1 | Kolding IF Håndbold  | 9   | 6 | 4 | 1 | 1 | 159 | 141 | 18   |  | Kolding IF Håndbold   |       | 27-26 | 33-22 | 20-18 |
| 2 | Portland San Antonio | 9   | 6 | 4 | 1 | 1 | 188 | 152 | 36   |  | Portland San Antonio  | 28-28 |       | 36-26 | 39-19 |
| 3 | Sporting CP Lisbonne | 4   | 6 | 2 | 0 | 4 | 132 | 149 | -17  |  | Sporting Portugal     | 24-23 | 28-31 |       | 10-0  |
| 4 | RK Lovćen Cetinje    | 2   | 6 | 1 | 0 | 5 | 110 | 147 | -37  |  | RK Lovćen Cetinje     | 23-28 | 24-28 | 26-22 |       |

| 11 novembre 2001 12h30 | Portland San Antonio | 36–26   | Sporting CP Lisbonne | Pampelune Affluence : 2 500 Arbitrage : Kaplanis, Savvides (CYP) |
| 11 novembre 2001 12h30 | Pérez 9              | (20–14) | Andorinho 6          | Pampelune Affluence : 2 500 Arbitrage : Kaplanis, Savvides (CYP) |
| 11 novembre 2001 12h30 | ×2 ×1                | Rapport | ×3                   | Pampelune Affluence : 2 500 Arbitrage : Kaplanis, Savvides (CYP) |

| 11 novembre 2001 16h15 | KIF Kolding         | 20–18   | RK Lovćen Cetinje | Kolding-Hallen, Kolding Affluence : 1 050 Arbitrage : Rancik, Beno (SVK) |
| 11 novembre 2001 16h15 | Šuman, Westerholm 4 | (9–7)   | Kapisoda 7        | Kolding-Hallen, Kolding Affluence : 1 050 Arbitrage : Rancik, Beno (SVK) |
| 11 novembre 2001 16h15 | ×3 ×6               | Rapport | ×3                | Kolding-Hallen, Kolding Affluence : 1 050 Arbitrage : Rancik, Beno (SVK) |

| 17 novembre 2001 16h00 | Portland San Antonio | 28–28   | KIF Kolding | Pampelune Affluence : 3 000 Arbitrage : Bord, Buy (FRA) |
| 17 novembre 2001 16h00 | Jovanović 7          | (14–16) | Šuman 9     | Pampelune Affluence : 3 000 Arbitrage : Bord, Buy (FRA) |
| 17 novembre 2001 16h00 | ×2 ×1                | Rapport | ×3          | Pampelune Affluence : 3 000 Arbitrage : Bord, Buy (FRA) |

| 17 novembre 2001 18h00 | RK Lovćen Cetinje     | 26–22   | Sporting CP Lisbonne | Cetinje Affluence : 1 800 Arbitrage : Litvinov, Khudoerko (RUS) |
| 17 novembre 2001 18h00 | Đukanović, Kapisoda 6 | (13–8)  | Andorinho 7          | Cetinje Affluence : 1 800 Arbitrage : Litvinov, Khudoerko (RUS) |
| 17 novembre 2001 18h00 | ×3 ×4                 | Rapport | ×2 ×4                | Cetinje Affluence : 1 800 Arbitrage : Litvinov, Khudoerko (RUS) |

| 24 novembre 2001 16h00 | Sporting CP Lisbonne | 24–23   | KIF Kolding        | Lisbonne Affluence : 800 Arbitrage : Repensek, Pozeznik (SLO) |
| 24 novembre 2001 16h00 | Andorinho 8          | (11–12) | Flensborg, Šuman 6 | Lisbonne Affluence : 800 Arbitrage : Repensek, Pozeznik (SLO) |
| 24 novembre 2001 16h00 | ×3 ×2                | Rapport | ×2                 | Lisbonne Affluence : 800 Arbitrage : Repensek, Pozeznik (SLO) |

| 24 novembre 2001 18h00 | RK Lovćen Cetinje | 24–28   | Portland San Antonio | Cetinje Affluence : 0 Arbitrage : Lemme, Ullrich (GER) |
| 24 novembre 2001 18h00 | Đukanović 7       | (15–13) | Jovanović 9          | Cetinje Affluence : 0 Arbitrage : Lemme, Ullrich (GER) |
| 24 novembre 2001 18h00 | ×2 ×7             | Rapport | ×3                   | Cetinje Affluence : 0 Arbitrage : Lemme, Ullrich (GER) |

| 1er décembre 2001 17h00 | Sporting CP Lisbonne | 10–0 | RK Lovćen Cetinje | Lisbonne Arbitrage : Rosskamp, Rothkranz (BEL) |
| 1er décembre 2001 17h00 | (–)                  |      |                   | Lisbonne Arbitrage : Rosskamp, Rothkranz (BEL) |
| 1er décembre 2001 17h00 | Rapport              |      |                   | Lisbonne Arbitrage : Rosskamp, Rothkranz (BEL) |

| 2 décembre 2001 16h15 | KIF Kolding | 27–26   | Portland San Antonio | Kolding-Hallen, Kolding Affluence : 2 300 Arbitrage : Nachevski, Nachevski (MKD) |
| 2 décembre 2001 16h15 | Šuman 9     | (13–13) | Martín 10            | Kolding-Hallen, Kolding Affluence : 2 300 Arbitrage : Nachevski, Nachevski (MKD) |
| 2 décembre 2001 16h15 | ×3 ×2       | Rapport | ×3                   | Kolding-Hallen, Kolding Affluence : 2 300 Arbitrage : Nachevski, Nachevski (MKD) |

| 8 décembre 2001 15h30 | Sporting CP Lisbonne | 28–31   | Portland San Antonio | Lisbonne Affluence : 0 Arbitrage : Garcia, Moreno (FRA) |
| 8 décembre 2001 15h30 | Andorinho 10         | (14–13) | Garralda, Ortigosa 8 | Lisbonne Affluence : 0 Arbitrage : Garcia, Moreno (FRA) |
| 8 décembre 2001 15h30 | ×3 ×5 ×1             | Rapport | ×3 ×2                | Lisbonne Affluence : 0 Arbitrage : Garcia, Moreno (FRA) |

| 8 décembre 2001 18h00 | RK Lovćen Cetinje      | 23–28   | KIF Kolding  | Cetinje Affluence : 1 600 Arbitrage : Cirligeanu, Bejenariu (ROU) |
| 8 décembre 2001 18h00 | Đukanović, Nikočević 6 | (13–13) | Westerholm 6 | Cetinje Affluence : 1 600 Arbitrage : Cirligeanu, Bejenariu (ROU) |
| 8 décembre 2001 18h00 | ×3 ×4 ×1               | Rapport | ×3           | Cetinje Affluence : 1 600 Arbitrage : Cirligeanu, Bejenariu (ROU) |

| 15 décembre 2001 16h30 | Portland San Antonio | 39–19   | RK Lovćen Cetinje | Pampelune Affluence : 2 500 Arbitrage : Migas, Bavas (GRE) |
| 15 décembre 2001 16h30 | Pérez 7              | (16–9)  | 4 joueurs 3       | Pampelune Affluence : 2 500 Arbitrage : Migas, Bavas (GRE) |
| 15 décembre 2001 16h30 | ×4 ×2                | Rapport | ×3 ×2             | Pampelune Affluence : 2 500 Arbitrage : Migas, Bavas (GRE) |

| 16 décembre 2001 16h15 | KIF Kolding | 33–22   | Sporting CP Lisbonne | Kolding-Hallen, Kolding Affluence : 2 100 Arbitrage : Sugurdsson, Haraldsson (ISL) |
| 16 décembre 2001 16h15 | Šuman 9     | (13–9)  | Kraljic, Nunes 4     | Kolding-Hallen, Kolding Affluence : 2 100 Arbitrage : Sugurdsson, Haraldsson (ISL) |
| 16 décembre 2001 16h15 | ×3 ×4       | Rapport | ×2                   | Kolding-Hallen, Kolding Affluence : 2 100 Arbitrage : Sugurdsson, Haraldsson (ISL) |

### Groupe B
|   | Équipe               | Pts | J | G | N | P | Bp  | Bc  | Diff |  | Résultats (dom.\ext.) |       |       |       |       |
| - | -------------------- | --- | - | - | - | - | --- | --- | ---- |  | --------------------- | ----- | ----- | ----- | ----- |
| 1 | RK Metković          | 10  | 6 | 5 | 0 | 1 | 166 | 138 | 28   |  | RK Metković           |       | 26-21 | 35-23 | 28-23 |
| 2 | Redbergslids IK      | 10  | 6 | 5 | 0 | 1 | 167 | 151 | 16   |  | Redbergslids IK       | 23-19 |       | 29-28 | 35-30 |
| 3 | Sandefjord TIF       | 4   | 6 | 2 | 0 | 4 | 161 | 164 | -3   |  | Sandefjord TIF        | 20-22 | 24-32 |       | 32-21 |
| 4 | Hapoël Rishon LeZion | 0   | 6 | 0 | 0 | 6 | 151 | 192 | -41  |  | Hapoël Rishon LeZion  | 28-36 | 24-27 | 25-34 |       |

| 10 novembre 2001 17h15 | Hapoël Rishon LeZion | 28–36   | RK Metković | Rishon LeZion Affluence : 600 Arbitrage : Serbu, Dobre (ROU) |
| 10 novembre 2001 17h15 | Balsar 10            | (15–18) | Markovski 8 | Rishon LeZion Affluence : 600 Arbitrage : Serbu, Dobre (ROU) |
| 10 novembre 2001 17h15 | ×2                   | Rapport | ×3          | Rishon LeZion Affluence : 600 Arbitrage : Serbu, Dobre (ROU) |

| 11 novembre 2001 15h00 | Redbergslids IK | 29–28   | Sandefjord TIF     | Göteborg Affluence : 840 Arbitrage : Kohout, Dolejs (CZE) |
| 11 novembre 2001 15h00 | Linden 7        | (17–14) | Hucko, Pettersen 6 | Göteborg Affluence : 840 Arbitrage : Kohout, Dolejs (CZE) |
| 11 novembre 2001 15h00 | ×3 ×5           | Rapport | ×3                 | Göteborg Affluence : 840 Arbitrage : Kohout, Dolejs (CZE) |

| 17 novembre 2001 16h15 | Sandefjord TIF        | 32–21   | Hapoël Rishon LeZion | Sandefjord Affluence : 1 000 Arbitrage : Klúcsó, Lekrinszki (HUN) |
| 17 novembre 2001 16h15 | Ellingsen, Jacobsen 6 | (15–15) | Fayerman 5           | Sandefjord Affluence : 1 000 Arbitrage : Klúcsó, Lekrinszki (HUN) |
| 17 novembre 2001 16h15 | ×3 ×5                 | Rapport | ×3 ×2                | Sandefjord Affluence : 1 000 Arbitrage : Klúcsó, Lekrinszki (HUN) |

| 17 novembre 2001 18h00 | RK Metković | 26–21   | Redbergslids IK | Metković Affluence : 2 500 Arbitrage : Pineiro, Villanueva (ESP) |
| 17 novembre 2001 18h00 | Metličić 7  | (15–7)  | Boquist 9       | Metković Affluence : 2 500 Arbitrage : Pineiro, Villanueva (ESP) |
| 17 novembre 2001 18h00 | ×3 ×5       | Rapport | ×3 ×4           | Metković Affluence : 2 500 Arbitrage : Pineiro, Villanueva (ESP) |

| 24 novembre 2001 17h15 | Hapoël Rishon LeZion | 24–27   | Redbergslids IK         | Rishon LeZion Affluence : 600 Arbitrage : Imbronjev, Grkovic (YUG) |
| 24 novembre 2001 17h15 | Čehajić 5            | (12–11) | Frändesjö, Pettersson 7 | Rishon LeZion Affluence : 600 Arbitrage : Imbronjev, Grkovic (YUG) |
| 24 novembre 2001 17h15 | ×3 ×5 ×1             | Rapport | ×3 ×4 ×1                | Rishon LeZion Affluence : 600 Arbitrage : Imbronjev, Grkovic (YUG) |

| 25 novembre 2001 16h15 | Sandefjord TIF | 20–22   | RK Metković | Sandefjord Affluence : 1 600 Arbitrage : Baum, Goralczyk (POL) |
| 25 novembre 2001 16h15 | Ellingsen 8    | (9–11)  | Kljaić 8    | Sandefjord Affluence : 1 600 Arbitrage : Baum, Goralczyk (POL) |
| 25 novembre 2001 16h15 | ×3 ×2          | Rapport | ×4          | Sandefjord Affluence : 1 600 Arbitrage : Baum, Goralczyk (POL) |

| 1er décembre 2001 15h00 | Redbergslids IK | 23–19   | RK Metković   | Göteborg Affluence : 1 400 Arbitrage : Leon, Trillo (ESP) |
| 1er décembre 2001 15h00 | Boquist 8       | (12–13) | Dominiković 5 | Göteborg Affluence : 1 400 Arbitrage : Leon, Trillo (ESP) |
| 1er décembre 2001 15h00 | ×3 ×4           | Rapport | ×3 ×4         | Göteborg Affluence : 1 400 Arbitrage : Leon, Trillo (ESP) |

| 1er décembre 2001 17h15 | Hapoël Rishon LeZion | 25–34   | Sandefjord TIF | Rishon LeZion Affluence : 300 Arbitrage : Migas, Bavas (GRE) |
| 1er décembre 2001 17h15 | Maimon 11            | (9–12)  | Cramer 8       | Rishon LeZion Affluence : 300 Arbitrage : Migas, Bavas (GRE) |
| 1er décembre 2001 17h15 | ×3                   | Rapport | ×3 ×5          | Rishon LeZion Affluence : 300 Arbitrage : Migas, Bavas (GRE) |

| 9 décembre 2001 16h15 | Sandefjord TIF | 24–32   | Redbergslids IK | Sandefjord Affluence : 900 Arbitrage : Olesen, Pedersen (DEN) |
| 9 décembre 2001 16h15 | Ellingsen 6    | (13–16) | Boquist 10      | Sandefjord Affluence : 900 Arbitrage : Olesen, Pedersen (DEN) |
| 9 décembre 2001 16h15 | ×2 ×6 ×1       | Rapport | ×3 ×1           | Sandefjord Affluence : 900 Arbitrage : Olesen, Pedersen (DEN) |

| 9 décembre 2001 17h30 | RK Metković | 28–23   | Hapoël Rishon LeZion | Metković Affluence : 3 000 Arbitrage : Liachovicius, Paskevicius (LTU) |
| 9 décembre 2001 17h30 | Jelčić 7    | (14–12) | Maimon 6             | Metković Affluence : 3 000 Arbitrage : Liachovicius, Paskevicius (LTU) |
| 9 décembre 2001 17h30 | ×3          | Rapport | ×3 ×4                | Metković Affluence : 3 000 Arbitrage : Liachovicius, Paskevicius (LTU) |

| 15 décembre 2001 20h15 | RK Metković     | 35–23   | Sandefjord TIF | Metković Affluence : 3 000 Arbitrage : Kékes, Kékes (HUN) |
| 15 décembre 2001 20h15 | trois joueurs 6 | (22–10) | Pedersen 7     | Metković Affluence : 3 000 Arbitrage : Kékes, Kékes (HUN) |
| 15 décembre 2001 20h15 | ×3              | Rapport | ×2 ×1          | Metković Affluence : 3 000 Arbitrage : Kékes, Kékes (HUN) |

| 16 décembre 2001 15h00 | Redbergslids IK | 35–30   | Hapoël Rishon LeZion | Göteborg Affluence : 2 100 Arbitrage : Methe, Methe (GER) |
| 16 décembre 2001 15h00 | Boquist 9       | (16–15) | Moritz 7             | Göteborg Affluence : 2 100 Arbitrage : Methe, Methe (GER) |
| 16 décembre 2001 15h00 | ×3 ×2           | Rapport | ×3                   | Göteborg Affluence : 2 100 Arbitrage : Methe, Methe (GER) |

### Groupe C
|   | Équipe           | Pts | J | G | N | P | Bp  | Bc  | Diff |  | Résultats (dom.\ext.) |       |       |       |       |
| - | ---------------- | --- | - | - | - | - | --- | --- | ---- |  | --------------------- | ----- | ----- | ----- | ----- |
| 1 | RK Celje         | 10  | 6 | 5 | 0 | 1 | 176 | 160 | 16   |  | RK Celje              |       | 28-26 | 31-21 | 28-26 |
| 2 | CB Ademar León   | 8   | 6 | 4 | 0 | 2 | 177 | 159 | 18   |  | CB Ademar León        | 31-30 |       | 31-25 | 34-24 |
| 3 | HC Baník Karviná | 4   | 6 | 2 | 0 | 4 | 170 | 178 | -8   |  | HC Baník Karviná      | 31-32 | 29-27 |       | 33-25 |
| 4 | CSKA Moscou      | 2   | 6 | 1 | 0 | 5 | 155 | 181 | -26  |  | CSKA Moscou           | 25-27 | 23-28 | 32-31 |       |

| 10 novembre 2001 15h00 | CSKA Moscou | 25–27   | RK Celje    | Moscou Affluence : 5 000 Arbitrage : Garcia, Moreno (FRA) |
| 10 novembre 2001 15h00 | Egorov 6    | (12–14) | Kokcharov 7 | Moscou Affluence : 5 000 Arbitrage : Garcia, Moreno (FRA) |
| 10 novembre 2001 15h00 | ×3          | Rapport | ×3 ×4       | Moscou Affluence : 5 000 Arbitrage : Garcia, Moreno (FRA) |

| 11 novembre 2001 10h30 | HC Baník Karviná  | 29–27   | CB Ademar León | Karviná Affluence : 2 100 Arbitrage : Nachevski, Nachevski (MKD) |
| 11 novembre 2001 10h30 | Heinz, Radčenko 7 | (12–10) | Belaustegui 7  | Karviná Affluence : 2 100 Arbitrage : Nachevski, Nachevski (MKD) |
| 11 novembre 2001 10h30 | ×3 ×4 ×1          | Rapport | ×1             | Karviná Affluence : 2 100 Arbitrage : Nachevski, Nachevski (MKD) |

| 17 novembre 2001 14h00 | CSKA Moscou | 23–28   | CB Ademar León | Moscou Affluence : 3 000 Arbitrage : Abrahamsen, Kristiansen (NOR) |
| 17 novembre 2001 14h00 | Egorov 9    | (8–14)  | Belaustegui 7  | Moscou Affluence : 3 000 Arbitrage : Abrahamsen, Kristiansen (NOR) |
| 17 novembre 2001 14h00 | ×2          | Rapport | ×2             | Moscou Affluence : 3 000 Arbitrage : Abrahamsen, Kristiansen (NOR) |

| 17 novembre 2001 18h00 | RK Celje     | 31–21   | HC Baník Karviná | Celje Affluence : 2 000 Arbitrage : Goulao, Macau (POR) |
| 17 novembre 2001 18h00 | Pungartnik 8 | (14–10) | Laclavik 6       | Celje Affluence : 2 000 Arbitrage : Goulao, Macau (POR) |
| 17 novembre 2001 18h00 | ×2 ×6        | Rapport | ×2               | Celje Affluence : 2 000 Arbitrage : Goulao, Macau (POR) |

| 24 novembre 2001 16h15 | RK Celje              | 28–26   | CB Ademar León | Celje Affluence : 2 700 Arbitrage : Reisinger, Kaschütz (AUT) |
| 24 novembre 2001 16h15 | Pajovič, Stefanovič 6 | (13–13) | Belaustegui 5  | Celje Affluence : 2 700 Arbitrage : Reisinger, Kaschütz (AUT) |
| 24 novembre 2001 16h15 | ×3 ×2                 | Rapport | ×2 ×1          | Celje Affluence : 2 700 Arbitrage : Reisinger, Kaschütz (AUT) |

| 25 novembre 2001 10h30 | HC Baník Karviná | 33–25   | CSKA Moscou | Karviná Affluence : 2 500 Arbitrage : Josic, Rudic (CRO) |
| 25 novembre 2001 10h30 | Heinz 9          | (16–11) | inconnu 10  | Karviná Affluence : 2 500 Arbitrage : Josic, Rudic (CRO) |
| 25 novembre 2001 10h30 | ×3 ×2 ×1         | Rapport | ×3 ×4       | Karviná Affluence : 2 500 Arbitrage : Josic, Rudic (CRO) |

| 2 décembre 2001 15h45 | HC Baník Karviná  | 31–32   | RK Celje   | Karviná Affluence : 2 500 Arbitrage : Fegir, Stegura (UKR) |
| 2 décembre 2001 15h45 | Heinz, Laclavik 7 | (18–14) | Vugrinec 8 | Karviná Affluence : 2 500 Arbitrage : Fegir, Stegura (UKR) |
| 2 décembre 2001 15h45 | ×3 ×5 ×2          | Rapport | ×2 ×4 ×1   | Karviná Affluence : 2 500 Arbitrage : Fegir, Stegura (UKR) |

| 2 décembre 2001 17h30 | CB Ademar León | 34–24   | CSKA Moscou | León Affluence : 4 500 Arbitrage : Oie, Hogsnes (NOR) |
| 2 décembre 2001 17h30 | Belaustegui 8  | (17–12) | Egorov 7    | León Affluence : 4 500 Arbitrage : Oie, Hogsnes (NOR) |
| 2 décembre 2001 17h30 | ×1             | Rapport | ×3 ×4       | León Affluence : 4 500 Arbitrage : Oie, Hogsnes (NOR) |

| 8 décembre 2001 17h00 | RK Celje  | 28–26   | CSKA Moscou | Celje Affluence : 1 700 Arbitrage : Hansson, Olsson (SWE) |
| 8 décembre 2001 17h00 | Pajovič 8 | (16–12) | Ivanov 9    | Celje Affluence : 1 700 Arbitrage : Hansson, Olsson (SWE) |
| 8 décembre 2001 17h00 | ×3        | Rapport | ×3 ×4       | Celje Affluence : 1 700 Arbitrage : Hansson, Olsson (SWE) |

| 9 décembre 2001 16h30 | CB Ademar León   | 31–25   | HC Baník Karviná | León Affluence : 5 000 Arbitrage : Goulao, Macau (POR) |
| 9 décembre 2001 16h30 | Bartók, García 6 | (18–14) | Radčenko 7       | León Affluence : 5 000 Arbitrage : Goulao, Macau (POR) |
| 9 décembre 2001 16h30 | ×1 ×2            | Rapport | ×2 ×3            | León Affluence : 5 000 Arbitrage : Goulao, Macau (POR) |

| 15 décembre 2001 15h00 | CSKA Moscou    | 32–31   | HC Baník Karviná  | Moscou Affluence : 1 000 Arbitrage : van der Helm, Wiebrands (NED) |
| 15 décembre 2001 15h00 | Chernyavskiy 6 | (14–18) | Heinz, Radčenko 7 | Moscou Affluence : 1 000 Arbitrage : van der Helm, Wiebrands (NED) |
| 15 décembre 2001 15h00 | ×3             | Rapport | ×3 ×2             | Moscou Affluence : 1 000 Arbitrage : van der Helm, Wiebrands (NED) |

| 16 décembre 2001 13h30 | CB Ademar León  | 31–30   | RK Celje  | León Affluence : 4 000 Arbitrage : Boye, Jensen (DEN) |
| 16 décembre 2001 13h30 | R. Entrerríos 7 | (15–17) | Pajovič 7 | León Affluence : 4 000 Arbitrage : Boye, Jensen (DEN) |
| 16 décembre 2001 13h30 | ×2              | Rapport | ×3        | León Affluence : 4 000 Arbitrage : Boye, Jensen (DEN) |

### Groupe D
|   | Équipe             | Pts | J | G | N | P | Bp  | Bc  | Diff |  | Résultats (dom.\ext.) |       |       |       |       |
| - | ------------------ | --- | - | - | - | - | --- | --- | ---- |  | --------------------- | ----- | ----- | ----- | ----- |
| 1 | Fotex Veszprém KSE | 10  | 6 | 5 | 0 | 1 | 157 | 130 | 27   |  | Fotex Veszprém KSE    |       | 24-20 | 29-13 | 27-22 |
| 2 | SC Magdebourg      | 8   | 6 | 3 | 2 | 1 | 162 | 141 | 21   |  | SC Magdebourg         | 25-22 |       | 31-23 | 33-19 |
| 3 | SO Chambéry        | 3   | 6 | 1 | 1 | 4 | 149 | 174 | -25  |  | SO Chambéry           | 26-28 | 26-26 |       | 31-28 |
| 4 | Vardar Skopje      | 3   | 6 | 1 | 1 | 4 | 152 | 175 | -23  |  | Vardar Skopje         | 24-27 | 27-27 | 32-30 |       |

| 10 novembre 2001 18h00 | Vardar Skopje | 24–27   | Fotex Veszprém KC | Skopje Affluence : 1 500 Arbitrage : Leon, Trillo (ESP) |
| 10 novembre 2001 18h00 | Manaskov 10   | (11–10) | Džomba 8          | Skopje Affluence : 1 500 Arbitrage : Leon, Trillo (ESP) |
| 10 novembre 2001 18h00 | ×3 ×7         | Rapport | ×2 ×5 ×1          | Skopje Affluence : 1 500 Arbitrage : Leon, Trillo (ESP) |

| 11 novembre 2001 19h00 | SO Chambéry | 26–26   | SC Magdebourg | Chambéry Affluence : 3 500 Arbitrage : Hansson, Olsson (SWE) |
| 11 novembre 2001 19h00 | Busselier 9 | (15–13) | Peruničić 9   | Chambéry Affluence : 3 500 Arbitrage : Hansson, Olsson (SWE) |
| 11 novembre 2001 19h00 | ×2 ×3       | Rapport | ×2 ×3         | Chambéry Affluence : 3 500 Arbitrage : Hansson, Olsson (SWE) |

| 17 novembre 2001 15h00 | SC Magdebourg | 33–19   | Vardar Skopje | Magdebourg Affluence : 3 800 Arbitrage : Laursen, Nielsen (DEN) |
| 17 novembre 2001 15h00 | Peruničić 8   | (17–6)  | Manaskov 5    | Magdebourg Affluence : 3 800 Arbitrage : Laursen, Nielsen (DEN) |
| 17 novembre 2001 15h00 | ×3 ×2         | Rapport | ×3 ×5         | Magdebourg Affluence : 3 800 Arbitrage : Laursen, Nielsen (DEN) |

| 18 novembre 2001 16h00 | Fotex Veszprém KC | 29–13   | SO Chambéry  | Veszprém Affluence : 2 200 Arbitrage : Forbord, Jorstad (NOR) |
| 18 novembre 2001 16h00 | Džomba 7          | (13–5)  | 5 joueurs, 2 | Veszprém Affluence : 2 200 Arbitrage : Forbord, Jorstad (NOR) |
| 18 novembre 2001 16h00 | ×3 ×4 ×1          | Rapport | ×2 ×3 ×1     | Veszprém Affluence : 2 200 Arbitrage : Forbord, Jorstad (NOR) |

| novembre 200125. 16h00 | Fotex Veszprém KC | 24–20   | SC Magdebourg | Veszprém Affluence : 2 200 Arbitrage : Vakula, Liudovyk (UKR) |
| novembre 200125. 16h00 | Pásztor 6         | (12–11) | Stefánsson 6  | Veszprém Affluence : 2 200 Arbitrage : Vakula, Liudovyk (UKR) |
| novembre 200125. 16h00 | ×2 ×5             | Rapport | ×3            | Veszprém Affluence : 2 200 Arbitrage : Vakula, Liudovyk (UKR) |

| 25 novembre 2001 17h00 | SO Chambéry | 31–28   | Vardar Skopje | Chambéry Affluence : 3 100 Arbitrage : Podlucky, Rudinsky (SVK) |
| 25 novembre 2001 17h00 | B. Gille 9  | (18–12) | Manaskov 11   | Chambéry Affluence : 3 100 Arbitrage : Podlucky, Rudinsky (SVK) |
| 25 novembre 2001 17h00 | ×3 ×4       | Rapport | ×1 ×3         | Chambéry Affluence : 3 100 Arbitrage : Podlucky, Rudinsky (SVK) |

| 1er décembre 2001 18h00 | Vardar Skopje | 27–27   | SC Magdebourg | Skopje Affluence : 1 500 Arbitrage : Rancik, Beno (SVK) |
| 1er décembre 2001 18h00 | Manaskov 10   | (11–16) | Peruničić 8   | Skopje Affluence : 1 500 Arbitrage : Rancik, Beno (SVK) |
| 1er décembre 2001 18h00 | ×2 ×3         | Rapport | ×3 ×9 ×2      | Skopje Affluence : 1 500 Arbitrage : Rancik, Beno (SVK) |

| 2 décembre 2001 17h00 | SO Chambéry | 26–28   | Fotex Veszprém KC | Chambéry Affluence : 2 500 Arbitrage : Boye, Jensen (DEN) |
| 2 décembre 2001 17h00 | Busselier 7 | (14–14) | Pérez 9           | Chambéry Affluence : 2 500 Arbitrage : Boye, Jensen (DEN) |
| 2 décembre 2001 17h00 | ×3 ×4       | Rapport | ×2 ×3             | Chambéry Affluence : 2 500 Arbitrage : Boye, Jensen (DEN) |

| 8 décembre 2001 16h00 | Fotex Veszprém KC | 27–22   | Vardar Skopje | Veszprém Affluence : 2 200 Arbitrage : Falcone, Rätz (SUI) |
| 8 décembre 2001 16h00 | Džomba 6          | (14–10) | Manaskov 6    | Veszprém Affluence : 2 200 Arbitrage : Falcone, Rätz (SUI) |
| 8 décembre 2001 16h00 | ×3 ×6 ×1          | Rapport | ×3 ×7 ×1      | Veszprém Affluence : 2 200 Arbitrage : Falcone, Rätz (SUI) |

| 9 décembre 2001 15h30 | SC Magdebourg | 31–23   | SO Chambéry | Magdebourg Affluence : 5 200 Arbitrage : Hakansson, Nilsson (SWE) |
| 9 décembre 2001 15h30 | Stefánsson 7  | (14–13) | B.Gille 7   | Magdebourg Affluence : 5 200 Arbitrage : Hakansson, Nilsson (SWE) |
| 9 décembre 2001 15h30 | ×3 ×2         | Rapport | ×3          | Magdebourg Affluence : 5 200 Arbitrage : Hakansson, Nilsson (SWE) |

| 15 décembre 2001 15h00 | SC Magdebourg | 25–22   | Fotex Veszprém KC | Magdebourg Affluence : 3 500 Arbitrage : Imbronjev, Grkovic (YUG) |
| 15 décembre 2001 15h00 | Peruničić 8   | (12–10) | Pérez 5           | Magdebourg Affluence : 3 500 Arbitrage : Imbronjev, Grkovic (YUG) |
| 15 décembre 2001 15h00 | ×3            | Rapport | ×3                | Magdebourg Affluence : 3 500 Arbitrage : Imbronjev, Grkovic (YUG) |

| 15 décembre 2001 18h00 | Vardar Skopje | 32–30   | SO Chambéry | Skopje Affluence : 500 Arbitrage : Abrahamsen, Kristiansen (NOR) |
| 15 décembre 2001 18h00 | Manaskov 11   | (15–16) | Grossmann 9 | Skopje Affluence : 500 Arbitrage : Abrahamsen, Kristiansen (NOR) |
| 15 décembre 2001 18h00 | ×1 ×2         | Rapport | ×3 ×4       | Skopje Affluence : 500 Arbitrage : Abrahamsen, Kristiansen (NOR) |

## Phase finale

### Quarts de finale
Les quatre premiers ainsi que les quatre deuxième de chaque groupe participent à la phase finale, qui débute par les quarts de finale. Les équipes se trouvant dans le Chapeau 1 tomberont face aux équipes du Chapeau 2 et à notez que celle-ci reçoivent au match aller.
Les chapeaux ont été réalisés simplement en prenant le classement des huit équipes dans leur groupe respectif.
| Chapeau 1           | Chapeau 2            |
| ------------------- | -------------------- |
| Kolding IF Håndbold | Portland San Antonio |
| RK Metković         | Redbergslids IK      |
| RK Celje            | CB Ademar León       |
| Fotex Veszprém KSE  | SC Magdebourg        |

| Équipe 1             | Équipe 2            | Aller           | Retour      | Total   |
| -------------------- | ------------------- | --------------- | ----------- | ------- |
| Redbergslids IK      | Kolding IF Håndbold | 23 février 2002 | 3 mars 2002 | 58 – 60 |
| Redbergslids IK      | Kolding IF Håndbold | 31 - 30         | 27 - 30     | 58 – 60 |
| Portland San Antonio | RK Metković         | 23 février 2002 | 2 mars 2002 | 50 - 48 |
| Portland San Antonio | RK Metković         | 28 - 21         | 22 - 27     | 50 - 48 |
| SC Magdebourg        | RK Celje            | 23 février 2002 | 2 mars 2002 | 57 - 56 |
| SC Magdebourg        | RK Celje            | 29 - 31         | 28 - 25     | 57 - 56 |
| CB Ademar León       | Fotex Veszprém KSE  | 24 février 2002 | 3 mars 2002 | 40 - 57 |
| CB Ademar León       | Fotex Veszprém KSE  | 22 - 27         | 18 - 30     | 40 - 57 |

### Demi-finales
| Équipe 1           | Équipe 2             | Aller        | Retour       | Total   |
| ------------------ | -------------------- | ------------ | ------------ | ------- |
| Fotex Veszprém KSE | Portland San Antonio | 24 mars 2002 | 31 mars 2002 | 48 - 46 |
| Fotex Veszprém KSE | Portland San Antonio | 27 - 19      | 21 - 27      | 48 - 46 |
| SC Magdebourg      | Kolding IF Håndbold  | 23 mars 2002 | 31 mars 2002 | 57 - 44 |
| SC Magdebourg      | Kolding IF Håndbold  | 29 - 19      | 28 - 25      | 57 - 44 |

### Finale
Le club allemand du  SC Magdebourg remporte son troisième titre en s'imposant 51 à 48 face au club hongrois du Veszprém KSE.
Finale aller
| 21 avril 2002 | Fotex Veszprém KSE                | 23 - 21         | SC Magdebourg                         | Veszprém Aréna, Veszprém Affluence : 2 500 Arbitrage : Peter Hansson Peter Olsson |
| 21 avril 2002 | Zlatko Saračević 7 Carlos Pérez 5 | (9 - 8)         | Ólafur Stefánsson 9 Nenad Peruničić 8 | Veszprém Aréna, Veszprém Affluence : 2 500 Arbitrage : Peter Hansson Peter Olsson |
| 21 avril 2002 | ×3                                | EHF Hand action | ×3 ×4                                 | Veszprém Aréna, Veszprém Affluence : 2 500 Arbitrage : Peter Hansson Peter Olsson |

- Fotex Veszprém KSE
  - Gardiens : Šterbik (60 min., 11 arrêts dt 1/6 p.), Fazekas (0/1 p.)
  - Joueurs de champ : Iváncsik (3/4), Díaz (1/2), Éles, Gai, Džomba (1/4), Pérez (5/9), Csoknyai (1/3), Zsigmond (1/2), Pásztor (2/4), Saračević (7/14 dt 3/5 p.), Toth, Jovic (2/4).
- SC Magdebourg
  - Gardiens : Agerschou (32 min, 6 arrêts dt 2/3 p.), Gaudin (28 min., 3 arrêts dt 0/2 p.)
  - Joueurs de champ : Wiegert (0/1), Schône, Stefánsson (9/13 dt 6/6 p.), Kervadec (1/3), Peruničić (8/15), Uesegang, Stiebler (0/2), Abati (0/4 dt 0/1 p.), Koulechov (0/4), Maur (1/1), Kretzschmar (2/5).

Finale retour
| 27 avril 2002 | SC Magdebourg                                     | 30 - 25         | Fotex Veszprém KSE               | GETEC Arena, Magdebourg Affluence : 8 000 Arbitrage : François Garcia Jean-Pierre Moréno |
| 27 avril 2002 | Ólafur Stefánsson 7 Abati, Koulechov, Peruničić 5 | (15 - 10)       | István Pásztor 7 Džomba, Pérez 6 | GETEC Arena, Magdebourg Affluence : 8 000 Arbitrage : François Garcia Jean-Pierre Moréno |
| 27 avril 2002 | ×3 ×6                                             | EHF Hand action | ×3 ×7                            | GETEC Arena, Magdebourg Affluence : 8 000 Arbitrage : François Garcia Jean-Pierre Moréno |

- SC Magdebourg
  - Gardiens : Gaudin (44 min., 8 arrêts dt 0/1 p.), Agerschou (16 min., 4 arrêts dt 0/2 p.)
  - Joueurs de champ : Wiegert, Schöne, Stefánsson (7/9 dt 3/4 p.), Kervadec (4/5), Peruničić (5/13), Uesesang, Kioppe, Stiebier, Abati (5/6), Koulechov (5/7), Mauer (1/1), Kretzschmar (3/4).
- Fotex Veszprém KSE
  - Gardiens : Šterbik (28 min., 6 arrêts dt 0/1 p.), Fazekas (32 min., 7 arrêts dt 0/2 p.).
  - Joueurs de champ : Iváncsik, Díaz (1/3), Éles (0/3), Gai (1/1), Džomba (6/8), Pérez (6/9), Csoknyai (0/1), Zsigmond, Pásztor (6/8), Saračević (4/7 dt 3/3 p.), Toth, Jovic (1/2).

## Les champions d'Europe
| Champion d'Europe EHF Ligue des Champions 2001-2002 SC Magdebourg 3e titre |

L’effectif du SC Magdebourg, champion d’Europe, était, :

## Statistiques
| Rang | Joueur          | Club          | Buts |
| ---- | --------------- | ------------- | ---- |
| 1    | Nenad Peruničić | SC Magdebourg | 122  |
| 2    | ?               | ?             | ?    |